# Daryl K. (Doc) Seaman-trófea
A Daryl K. (Doc) Seaman-trófea egy díj az észak-amerikai Western Hockey League junior jégkorongligában. A trófeát az a játékos kapja meg a szezon végén, aki a legjobb iskolai tanuló is egyben. A trófeát Daryl Seamanről nevezték el, aki sokat dolgozott azon, hogy népszerűsítse a tovább tanulást a junior jégkorongozók között.

## A díjazottak
A kékkel jelölt játékosok a CHL Scholastic Player of the Year díjat is elnyerték.
| Év        | Játékos            | Csapat                |
| --------- | ------------------ | --------------------- |
| 2022–2023 | Quinn Mantei       | Brandon Wheat Kings   |
| 2021–2022 | Connor Levis       | Kamloops Blazers      |
| 2020–2021 | Ethan Peters       | Edmonton Oil Kings    |
| 2019–2020 | Dylan Garand       | Kamloops Blazers      |
| 2018–2019 | Dustin Wolf        | Everett Silvertips    |
| 2017–2018 | Ty Smith           | Spokane Chiefs        |
| 2016–2017 | Brian King         | Everett Silvertips    |
| 2015–2016 | Tanner Kaspick     | Brandon Wheat Kings   |
| 2014–2015 | Nick McBride       | Prince Albert Raiders |
| 2013–2014 | Nelson Nogier      | Saskatoon Blades      |
| 2012–2013 | Josh Morrissey     | Prince Albert Raiders |
| 2011–2012 | Reid Gow           | Spokane Chiefs        |
| 2010–2011 | Colin Smith        | Kamloops Blazers      |
| 2009–2010 | Adam Lowry         | Swift Current Broncos |
| 2008–2009 | Stefan Elliott     | Saskatoon Blades      |
| 2007–2008 | Jordan Eberle      | Regina Pats           |
| 2006–2007 | Keith Aulie        | Brandon Wheat Kings   |
| 2005–2006 | Brennen Wray       | Moose Jaw Warriors    |
| 2004–2005 | Gilbert Brule      | Vancouver Giants      |
| 2003–2004 | Devan Dubnyk       | Kamloops Blazers      |
| 2002–2003 | Brett Dickie       | Brandon Wheat Kings   |
| 2001–2002 | Tyler Metcalfe     | Seattle Thunderbirds  |
| 2000–2001 | Dan Hulak          | Portland Winter Hawks |
| 1999–2000 | Chris Nielsen      | Calgary Hitmen        |
| 1998–1999 | Chris Nielsen      | Calgary Hitmen        |
| 1997–1998 | Kyle Rossiter      | Spokane Chiefs        |
| 1996–1997 | Stefan Cherneski   | Brandon Wheat Kings   |
| 1995–1996 | Bryce Salvador     | Lethbridge Hurricanes |
| 1994–1995 | Perry Johnson      | Regina Pats           |
| 1993–1994 | Byron Penstock     | Brandon Wheat Kings   |
| 1992–1993 | David Trofimenkoff | Lethbridge Hurricanes |
| 1991–1992 | Ashley Buckberger  | Swift Current Broncos |
| 1990–1991 | Scott Niedermayer  | Kamloops Blazers      |
| 1989–1990 | Jeff Nelson        | Prince Albert Raiders |
| 1988–1989 | Jeff Nelson        | Prince Albert Raiders |
| 1987–1988 | Kevin Cheveldayoff | Brandon Wheat Kings   |
| 1986–1987 | Casey McMillan     | Lethbridge Hurricanes |
| 1985–1986 | Mark Janssens      | Regina Pats           |
| 1984–1985 | Mark Janssens      | Regina Pats           |
| 1983–1984 | Ken Baumgartner    | Prince Albert Raiders |